# Пяракюла (Пиг'я-Сакала)
Пя́ракюла (ест. Päraküla) — село в Естонії, у волості Пиг'я-Сакала повіту Вільяндімаа.

## Населення
Чисельність населення на 31 грудня 2011 року становила 89 осіб.

## Географія
Село лежить у північно-західному передмісті  Сууре-Яані.
Поблизу населеного пункту проходить автошлях 24123 (Вастемийза — Виллі — Сууре-Яані).

## Історія
З 13 лютого 1992 до 21 жовтня 2017 року село входило до складу волості Сууре-Яані.